# 赵韩
赵韩（1957年—），安徽宿州人，汉族，中华人民共和国政治人物，合肥工业大学原副校长，教授，九三学社社员，现担任九三学社中央常委、安徽省委主委、安徽省政协副主席。2008年，当选第十一届全国政协委员，代表九三学社，分入第十二组。